# Adam Mazguła
Adam Józef Mazguła (ur. 21 grudnia 1956) – polski żołnierz, harcmistrz, działacz społeczny i polityczny; pułkownik dyplomowany w stanie spoczynku SZ RP.

## Życiorys
Syn Bogusława (1927–1994), żołnierza Armii Krajowej i powojennego podziemia antykomunistycznego, który w kwietniu 1947 poddał się amnestii. Matka była pracownikiem Fabryki Samochodów Dostawczych w Nysie. Z czwórki synów, trzech zostało żołnierzami zawodowymi. Adam Mazguła wychował się w harcerskim środowisku będąc harcerzem i później instruktorem harcerskim Hufca Nysa. Prowadził Krąg Instruktorski Rekonesans. W latach 1975–1979 był podchorążym Wyższej Szkoły Oficerskiej Wojsk Zmechanizowanych im. Tadeusza Kościuszki we Wrocławiu. Jako oficer i dowódca należał do Polskiej Zjednoczonej Partii Robotniczej. Podczas studiów pełnił funkcje przewodniczącego Wojskowego Kręgu Instruktorskiego ZHP. Po ukończeniu szkoły dowodził plutonem, kompanią i 3 batalionem 33 Pułku Zmechanizowanego. Od 1985 do 1987 (?) był słuchaczem w Akademii Sztabu Generalnego w Rembertowie oraz ukończył studia (czas?) na Wydziale Ekonomicznym Uniwersytetu Opolskiego, na Wydziale Prawa Uniwersytetu Wrocławskiego i na Uniwersytecie Przyrodniczym we Wrocławiu. W latach 1988–1992 był szefem sztabu 25 Pułku Zmechanizowanego i 10 Pułku Zmechanizowanego. Był organizatorem sformowanej w Nysie 22 Karpackiej Brygady Piechoty Górskiej i pełnił w niej od 1992 stanowisko szefa sztabu. W 1993 został dowódcą 2 Karpackiego batalionu piechoty górskiej w Kłodzku. Od 1996 był szefem szkolenia 22 Karpackiej Brygady Piechoty Górskiej. Jako ostatni dowódca Garnizonu Nysa likwidował jednostki tam stacjonujące do 31 stycznia 2002, kiedy to przekazał dowodzenie garnizonem Szefowi WSzW Opole. Od 2000 zastępca dowódcy 22 Karpackiej Brygady Piechoty Górskiej w Kłodzku, a od 2001 był zastępcą dowódcy 22 Karpackiej Brygady Piechoty Górskiej Obrony Terytorialnej w Kłodzku.
W stopniu podpułkownika był oficerem Polskiego Kontyngentu Wojskowego w Iraku; podczas I zmiany od sierpnia 2003 do lutego 2004 sprawował stanowisko szefa Grupy Wsparcia Rządu w prowincji Babilon, gdzie odpowiadał za odbudowę administracji publicznej, był tam współinicjatorem powołania Organizacji Wolnych Kobiet Irackich i Organizacji Praw Człowieka (w związku z tym wystąpił w serialu dokumentalnym Babilon.pl, wyprodukowanym w 2004). Na skutek konfliktu z ówczesnym Dowódcą Wojsk Lądowych o przyszłość jednostki Karpackiej w 2006 roku odszedł z wojska. W 2015 został awansowany na stopień pułkownika rezerwy.
W 1968 został działaczem Związku Harcerstwa Polskiego. Uzyskał stopień harcmistrza. Dla odtworzenia rozwiązanego wcześniej Hufca Nysa związał się z Hufcem Grodków. Pełnił również funkcję członka komendy, zastępcy ds. organizacyjnych oraz od 2014 wiceprzewodniczącego rady Chorągwi Opolskiej ZHP. W listopadzie 2008 odtworzył Hufiec ZHP w Nysie i został jego komendantem do września 2016. W lutym 2016 został wybrany komendantem Chorągwi Opolskiej ZHP. W oświadczeniu z 5 grudnia 2016 Główna Kwatera ZHP zdystansowała się od wypowiedzi Adama Mazguły dotyczących bieżących wydarzeń życia politycznego oraz stanu wojennego z lat 1981–1983, uznając je za wyraz jego prywatnych poglądów. 6 grudnia 2016 złożył rezygnację z funkcji komendanta Chorągwi Opolskiej ZHP.
Podjął współpracę z kombatantami 3 Dywizji Strzelców Karpackich, został współzałożycielem i prezesem założonego w 2013 Stowarzyszenia Żołnierzy i Przyjaciół Wojsk Górskich „Karpatczycy”. W lutym 2013 został wybrany na sołtysa wsi Skorochów. Wszedł w skład zarządu powołanego w 2014 Stowarzyszenia „Nasz Skorochów”. Podjął działalność partyjną w Sojuszu Lewicy Demokratycznej; został przewodniczącym rady gminnej SLD w Nysie, w 2014 wybrany delegatem na konwencję krajową partii. W sierpniu 2014 odszedł z SLD.
W wyborach samorządowych 2014 kandydował do Rady Miasta Nysy z listy Komitetu Wyborczego Wyborców Jolanty Barskiej 2014. Został działaczem Komitetu Obrony Demokracji, w 2016 wybrany członkiem sądu koleżeńskiego KOD Region Opolski i delegatem tych struktur regionalnych na krajowy zjazd delegatów KOD. Był autorem listu otwartego do generałów i oficerów Wojska Polskiego opublikowanego 29 listopada 2016, w którym wzywał do bronienia przez wojsko Konstytucji RP, Trybunału Konstytucyjnego, świeckości armii oraz odrzucenia wiary smoleńskiej. Był sygnatariuszem apelu Stop Dewastacji Polski z 3 grudnia 2016 wzywającego do strajku przeciw rządowi PiS. Pod apelem podpisało się 13 sygnatariuszy, między innymi Lech Wałęsa, Władysław Frasyniuk i Mateusz Kijowski. 22 grudnia 2016 wystosował List do Biskupów w Polsce, gdzie apelował o zakończenie angażowania się Kościoła w politykę w Polsce. Pod koniec 2016 ogłoszono decyzję ministra obrony narodowej Antoniego Macierewicza do mediów, że otrzymał zakaz noszenia munduru Wojska Polskiego, po czym zapowiedział, iż nie będzie się stosował do tego zakazu. W rzeczywistości nigdy takiej decyzji nie wydano. Mimo to, w styczniu 2017 został wezwany na policję jako podejrzany o popełnienie wykroczenia w tym zakresie.
Od 2017 jest prezesem Stowarzyszenia Tarcza.
Wystartował w wyborach parlamentarnych z własnego komitetu wyborczego, bezskutecznie ubiegając się o mandat senatora w okręgu nr 51 zdobywając 13297 głosów. W 2020 został koordynatorem partii Nowa Demokracja – Tak w okręgu opolskim. 21 grudnia 2022 zaapelował o wspólną listę opozycji i wsparcie niezrzeszonych dla najsilniejszych sił politycznych. Ogłosił, że wstępuje do opolskiego Koła Aktywności Obywatelskiej Platformy Obywatelskiej.
Adam Mazguła napisał dwie książki: Żołnierz gorszego sortu (2018) oraz W poczuciu odpowiedzialności (2020).

## Odznaczenia
- Srebrny Krzyż Zasługi (1999)[7][39]
- Gwiazda Iraku[7]
- Medal „Pro Patria” (odebrany w 2016)[40][41]
- Krzyż Oficerski Królewskiego Orderu Św. Stanisława BM (2014)[7]